# Sulfoximine
Sulfoximine (sg.: Sulfoximin) sind eine Klasse chemischer Verbindungen mit organisch gebundenem Schwefel, Sauerstoff und Stickstoff. Sie besitzen die  allgemeine Strukturformel R1–S(=O)(=NH)–R2, dabei sind R1 und R2 organische Reste. Der Wasserstoff am Iminstickstoff kann durch einen weiteren organischen Rest ersetzt sein.

## Eigenschaften
Sulfoximine sind schwer flüchtige und polare Verbindungen, sie sind bei Raumtemperatur meist Feststoffe. Sulfoximine mit unterschiedlichen organischen Resten sind chiral und lassen sich in Enantiomere spalten.
Sulfoximine zeigen je nach Struktur verschiedene Reaktionsmöglichkeiten: So können sie nukleophile Kohlenstoffatome enthalten. Das nukleophile Cα neben dem Sulfoximin kann mit einem Elektrophil reagieren. Das Gleiche gilt auch für das Kohlenstoffatom neben dem Sulfoximin-Stickstoff. Liegt ein vinyloges Sulfoximin vor, kann auch hier ein Elektrophil angreifen. Es wurden ebenfalls Reaktionen beschrieben, in denen das Sulfoximin als Elektrophil reagiert. Dabei kann die Sulfonimidoyl-Gruppe im Produkt bleiben oder als chirale Austrittsgruppe fungieren.

## Verwendungen
Vertreter aus der Stoffgruppe der Sulfoximine spielen als Wirkstoffe eine Rolle, beispielsweise das Insektizid Sulfoxaflor und der Wirkstoff Buthioninsulfoximin.